# Good Vibrations
Good Vibrations ist ein Lied der Beach Boys. Das aufwendig produzierte Stück war nach Barbara Ann und Sloop John B der dritte Millionenseller des Jahres der Gruppe und belegte 1966 Platz eins der Musikcharts in den USA und Großbritannien.

## Entstehungsgeschichte
Komponist Brian Wilson von den Beach Boys erinnert sich daran, dass seine Mutter in seiner Kindheit stets davon sprach, dass Hunde die von manchen Menschen ausgehenden schlechten Schwingungen („Bad vibrations“) erkennen könnten und deshalb bellen würden. Im Stück geht es um einen Protagonisten, der sich zu einem Mädchen hingezogen fühlt, das ihn zu weiteren Aktivitäten ermuntert. Das war die Grundidee zum Titel, die ab Februar 1966 im Rahmen der Studioarbeiten zum Album Pet Sounds der Beach Boys sukzessive umgesetzt wurde. Die textliche Ausarbeitung gestaltete sich schwierig, weil die geplanten Texter wie Van Dyke Parks oder Tony Asher nicht zur Verfügung standen oder Textvorschläge als nicht geeignet verworfen wurden. Die musikalische Aufsicht als Musikproduzent hatte Brian Wilson übernommen.

## Die Aufnahmen
Deshalb konzentrierte man sich zunächst auf die Musikspur, für die als erster Aufnahmetermin der 17. Februar 1966 anberaumt war. Um den 24. August 1966 war der Text erst von Bandmitglied Mike Love vollendet worden, der den Arbeitstitel Vibrations in Good Vibrations erweiterte. Nach Take 26, einer Stereo-Abmischung, lag eine Instrumentalversion der groben Musikspur vor. Die Besetzung für den Song bestand neben den Beach Boys aus den Studiomusikern der Wrecking Crew wie Glen Campbell (Leadgitarre), Barney Kessel (Gitarre), Carol Kaye (E-Bass), Larry Knechtel (Hammond-Orgel), Don Randi (Cembalo) oder Hal Blaine (Schlagzeug). Das von Jessie Ehrlich gespielte Cello wird experimentell als Rhythmusinstrument eingesetzt. Diese Musiker wurden von Brian Wilson einzeln bestellt und ihr Sound oft stundenlang perfektioniert, was die Studiokosten erhöhte. Grobe Gesangstexte entstanden am 18. Februar, am 25. Februar wurde die so entstandene Aufnahme zunächst einmal zurückgestellt, damit sich die Band wieder auf die Produktion von Pet Sounds konzentrieren konnte.
Mit zeitlichem Abstand wurde diese Spur am 24. Mai überprüft und bis 18. Juni weiterbearbeitet, um diese Aufnahme dann bis zum 24. August 1966 erneut zurückzustellen. An jenem Tag wurden die verschiedenen Abschnitte der Aufnahme in Form einer musikalischen Collage zusammengefasst und mit dem heutigen Text überspielt – inzwischen war dies bereits die 18. Aufnahmesession. Dabei wurden die hochtonigen Teile der Musikspur mit einem elektrischen Tannerin erzeugt, gespielt von und benannt nach ihrem Erfinder Paul Tanner, der bei Glenn Miller als Posaunist gearbeitet hatte und nun an der UCLA arbeitete. Das Gerät kann Sinuswellen mit vier Oktaven Spannweite erzeugen. Das ungewöhnliche Instrument wurde im Musikmagazin Rolling-Stone als „psychedelischer Bestandteil des Songs“ bezeichnet. Ein Theremin, ein Gerät, das ähnliche Töne erzeugt, kam nicht zum Einsatz. Bereits Anfang Mai 1966 wurde entschieden, Good Vibrations doch nicht für das Album Pet Sounds zu verwenden, das am 16. Mai 1966 veröffentlicht wurde. 
Erst am 21. September 1966 entstand, genau sieben Monate nach Produktionsbeginn, die Endabmischung des Songs in den Columbia Recording Studios. Insgesamt bedurfte es 22 Aufnahmesessions in sechs Tonstudios von Los Angeles, von denen vier bei der Endabmischung (Western Recorders Studio 3 ab Februar, Gold Star Studio im April, Sunset Sound im Mai, Columbia Recording Studios im September) von Good Vibrations vertreten waren. Da jedes Tonstudio seinen charakteristischen Klang aufweist, sind die unterschiedlichen Aufnahmesessions heute noch hörbar. Um den Song zu vervollkommnen, waren 94 Aufnahmestunden erforderlich. Dazu fielen – damals ungewöhnlich hohe – Produktionskosten von 50.000 $ an, alleine der Einsatz der Tannerin verschlang 15.000 US-Dollar. Damit war der erste Popsong entstanden, der aus einer Vielzahl von Takes aus verschiedenen Studios zusammengesetzt wurde und die Single mit den bis dahin höchsten Produktionskosten fertiggestellt. Eine offizielle Stereo-Version des Titels existiert nicht mehr.

## Veröffentlichung
Veröffentlicht wurde der Titel erstmals auf der Single Capitol #5676 am 10. Oktober 1966 als Good Vibrations / Let's Go Away For Awhile. Erstmals auf LP erschien er auf Smiley Smile, veröffentlicht am 11. September 1967. Als Brian Wilson im Februar 2004 sein Album Brian Wilson presents Smile vorstellte, nahm er hierfür auch den Titel Good Vibrations neu auf. Er setzte ihn allerdings mit dem ursprünglichen Text von Tony Asher in Szene, was auch eine leicht veränderte Melodie zur Folge hatte. Das Lied wurde als Single ausgekoppelt und erreichte in den britischen Charts Rang 30.

## Kommerzieller Erfolg

### Chartplatzierungen
Good Vibrations gelangte bis auf Nummer eins unter anderem in den USA und Großbritannien, während er in Deutschland lediglich bis auf Rang 8 vordrang. Innerhalb von vier Tagen waren 400.000 Exemplare in den USA verkauft, in Großbritannien gingen insgesamt 300.000 über die Ladentheke. Am 21. Dezember 1966 erreichte der Song den Status des Millionensellers.
| ChartsChartplatzierungen       | Höchstplatzierung | Wochen/ Monate |
| ------------------------------ | ----------------- | -------------- |
| Deutschland (GfK)              | 8 (3,5 Mt.)       | 3,5 Mt.        |
| Österreich (Ö3)                | 9 (1 Mt.)         | 1 Mt.          |
| Vereinigte Staaten (Billboard) | 1 (14 Wo.)        | 14 Wo.         |
| Vereinigtes Königreich (OCC)   | 1 (13 Wo.)        | 13 Wo.         |

| ChartsJahrescharts (1966)      | Platzierung |
| ------------------------------ | ----------- |
| Vereinigte Staaten (Billboard) | 33          |

### Auszeichnungen für Musikverkäufe
| Land/Region                  | Auszeichnungen für Musikverkäufe (Land/Region, Auszeichnung, Verkäufe) | Verkäufe  |
| ---------------------------- | ---------------------------------------------------------------------- | --------- |
| Neuseeland (RMNZ)            | Platin                                                                 | 30.000    |
| Vereinigte Staaten (RIAA)    | Platin                                                                 | 1.000.000 |
| Vereinigtes Königreich (BPI) | Platin                                                                 | 600.000   |
| Insgesamt                    | 3× Platin ·                                                            | 1.630.000 |

## Coverversionen und Statistik
Good Vibrations wurde mindestens 43-mal gecovert (Stand 2022). Für den Song erhielten die Beach Boys eine Grammy-Nominierung als beste Gesangsgruppe im Jahre 1966. Der Titel brachte einen BMI-Award ein und belegt Rang 6 der 500 besten Songs des Musikmagazins Rolling Stone. Die Beach Boys wurden hiermit zum fünften Mal in ihrer Karriere mit einer goldenen Schallplatte ausgezeichnet. Good Vibrations war nach I Get Around und Help Me Rhonda der dritte Nummer-eins-Hit der Band, der 1966 sowohl die US-Charts als auch die britische Hitliste anführte. Die Rock and Roll Hall of Fame nannte den Song unter den 500 Songs That Shaped Rock and Roll.